# Guenal
Guenal (francouzsky Guénaël) byl bretaňský římskokatolický duchovní, žijící na přelomu 5. a 6. století, v pořadí druhý opat v klášteře Landévennec. Dnes je římskokatolickou církví a církvemi s ní sjednocenými uctíván jako světec. V liturgickém kalendáři připadá jeho památka na 3. listopad.

## Život
Pocházel z bretaňského šlechtického rodu. Od sedmého roku věku žil v benediktinském klášteře Landévennec. Zde získal velmi dobré vzdělání a po čase jej místní opat určil za svého nástupce. Pod jeho vedením se mniši z kláštera podíleli na misionářské práci v Anglii a v Irsku. Zemřel v blíže neznámém roce a byl pohřben ve svém klášteře. V 10. století byly přeneseny do Vannes a uloženy v místní katedrále. Později byly přeneseny do pařížského Opatství sv. Viktora, kde byly uloženy až do francouzské revoluce na sklonku 18. století. Tehdy je revolucionáři barbarsky zneuctili a zničili.